# ۴-وینیل‌سیکلوهگزن
۴-وینیل‌سیکلوهگزن (به انگلیسی: 4-Vinylcyclohexene) با فرمول شیمیایی C۸H۱۲ یک ترکیب شیمیایی با شناسه پاب‌کم ۷۴۹۹ است. که جرم مولی آن ۱۰۸٫۱۸۱ g/mol می‌باشد. شکل ظاهری این ترکیب، مایع بی‌رنگ است.